# Unlucky
Unlucky je píseň nahraná roku 1961 americkou soulovou dívčí skupinou The Shirelles.
Píseň byla vydaná na jejich albu Tonight's The Night u vydavatelství Scepter Records. Autorem hudby je Bobby Banks a textařkou Lillian Shockley.
Roku 1963 nazpívala tuto píseň na svém prvním albu Presenting Dionne Warwick americká zpěvačka Dionne Warwick. Byla umístěna jako třetí skladba alba na straně "B".